# دافني روبنسون
دافني روبنسون (16 فبراير 1932 بدنيدن في نيوزيلندا - 7 فبراير 2008) (بالإنجليزية: Daphne Robinson)‏ هي لاعبة كريكت نيوزلندية. شاركت مع منتخب نيوزيلندا الوطني للكريكت.

## وصلات خارجية
- دافني روبنسون على موقع إي آس بي آن كريك إنفو (الإنجليزية)